# Mutant (album)
Mutant è il secondo album in studio della musicista venezuelana Arca, pubblicato dalla Mute Records il 20 novembre 2015.

## Ricezione critica
Mutant ha ricevuto ampi consensi dalla critica musicale. Da Metacritic l'album ha ottenuto un punteggio medio di 81/100, basato su 21 recensioni, che indicano "consensi universali".
Anche Mark Richardson di Pitchfork ha dato una recensione molto positiva all'album, scrivendo: «Rispetto a Xen, Mutant sembra meno composto e meno in debito con la musica classica. Si potrebbe restare perplessi per alcuni brani dell'album precedente, alla Aphex Twin misti alla Alarm Will Sound. Mutant invece si approccia al paesaggio sonoro evitando le giuste canzoni. [...] In Mutant Ghersi trasforma la sua fissazione sulla porosità e l'instabilità in una sorta di ricerca spirituale».
Daryl Keating ha invece scritto per Exclaim! che Mutant "è un album probabilmente gratificante, ma soltanto per coloro che vorranno seguire il suo aggrovigliato percorso per arrivare al finale soddisfacente e aggregato".

## Tracce
Tutte le tracce sono state scritte da Alejandra Ghersi.

### Edizione standard
1. Alive – 3:56
2. Mutant – 7:27
3. Vanity – 4:16
4. Sinner – 3:35
5. Anger – 2:00
6. Sever – 2:13
7. Beacon – 0:48
8. Snakes – 4:50
9. Else – 2:30
10. Umbilical – 2:09
11. Hymn – 1:57
12. Front Load – 2:44
13. Gratitud – 3:44
14. EN – 3:04
15. Siren Interlude – 0:43
16. Extent – 2:34
17. Enveloped – 2:22
18. Faggot – 3:10
19. Soichiro – 4:35
20. Peonies – 3:29

### Bonus track per il Giappone
1. Ashland – 5:07

## Riconoscimenti
| Pubblicazione  | Classifica (2015)                | Posizione |
| -------------- | -------------------------------- | --------- |
| Pitchfork      | The 50 Best Albums of 2015       | 38        |
| Tiny Mix Tapes | 2015: Favorite 50 Music Releases | 1         |